# Yūko Nakanishi
Yūko Nakanishi (jap. 中西 悠子, Nakanishi Yūko; * 24. April 1981 in Ikeda, Präfektur Osaka) ist eine japanische Schmetterlingschwimmerin.

## Rekorde

### Persönliche Rekorde

#### Zeichenerklärung
- WR – Weltrekord

#### Langbahn
- 100 m Schmetterling – 00:59,13 (19. August 2006 in Victoria)
- 200 m Schmetterling – 02:06,52 (17. August 2006 in Victoria)

#### Kurzbahn
- 100 m Schmetterling – 00:59,05 (26. Februar 2005 in Tokio)
- 200 m Schmetterling – 02:03,12 WR (23. Februar 2005 in Tokio)

### Internationale Rekorde
| Weltrekorde (1)                | Weltrekorde (1) | Weltrekorde (1)  | Weltrekorde (1) |
| ------------------------------ | --------------- | ---------------- | --------------- |
| 200 m Schmetterling (Kurzbahn) | 02:03,12 min    | 23. Februar 2005 | Tokio           |
| (Stand: 12. Juli 2008)         |                 |                  |                 |